# Bymark
Bymark er et udtryk for de jorder i et ejerlav, der er opdyrket. Indtil mekaniseringen af landbruget var den normale grænse for en landsbys bymark cirka 900 meter fra selve bebyggelsen. Dette skyldes det store arbejde med at fjerne sten fra jorderne og transportmidlernes forfatning. 
Hinsides bymarken lå overdrevet.